# Lasserre (Ariège)
Lasserre è un comune francese di 196 abitanti situato nel dipartimento dell'Ariège nella regione dell'Occitania.

## Società

### Evoluzione demografica
Abitanti censiti